# Vliestroom
De Vliestroom (ook: Zeegat van Terschelling) is een zeegat in Friesland. Het ligt tussen Vlieland en Terschelling en verbindt de Noordzee met de Waddenzee. Nabij dit zeegat liggen ook de Gronden van Stortemelk, Richel en Engelschhoek.
De Vliestroom gaat in het noorden over in het Stortemelk (bij Vlieland) en het Boomkensdiep (bij Terschelling). De maximale diepte van de Vliestroom is -42 m t.o.v. NAP.

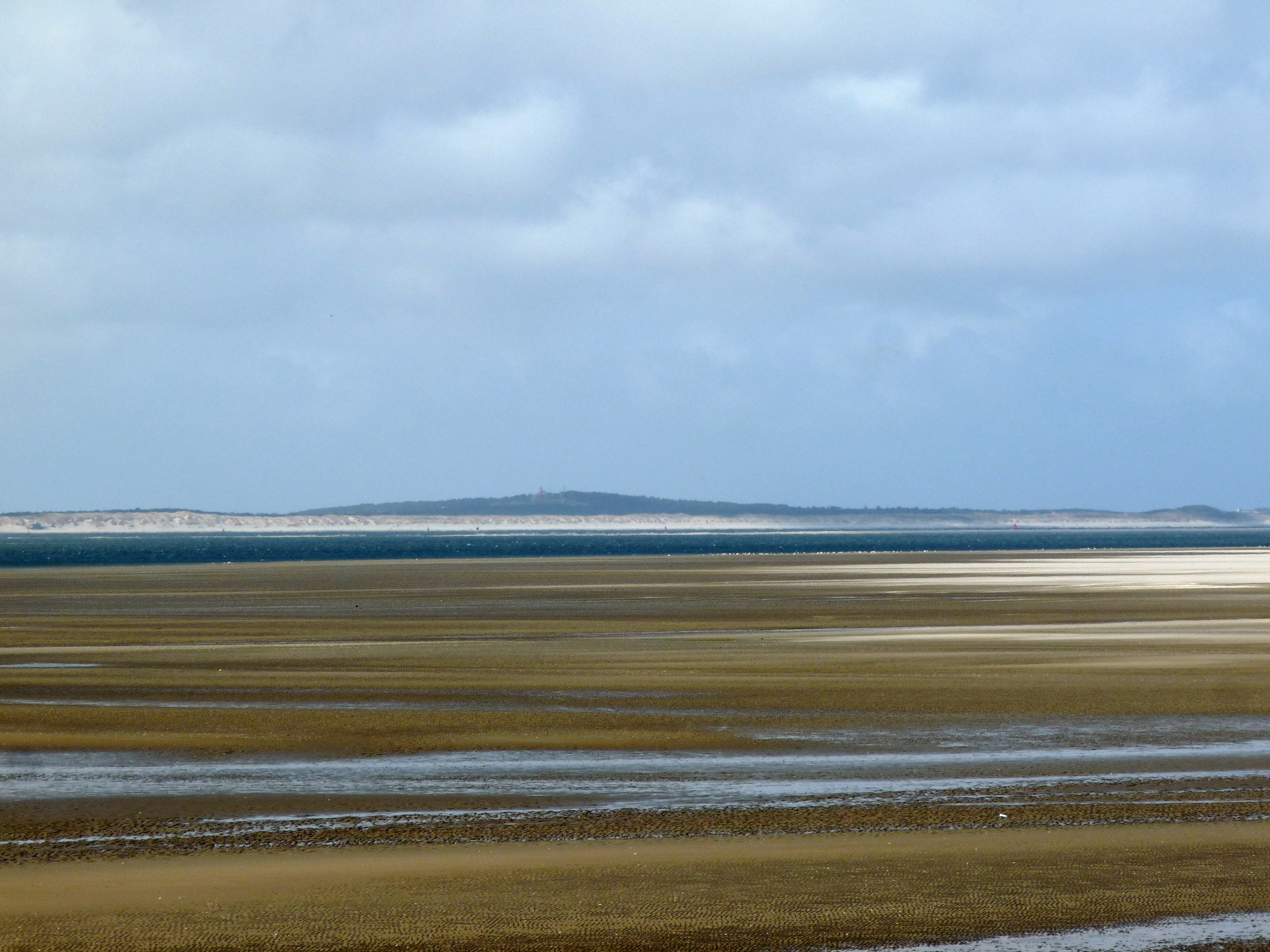
Zicht op Vlieland, gezien vanaf Terschelling, met ertussen de Vliestroom.